# Эрл Грей

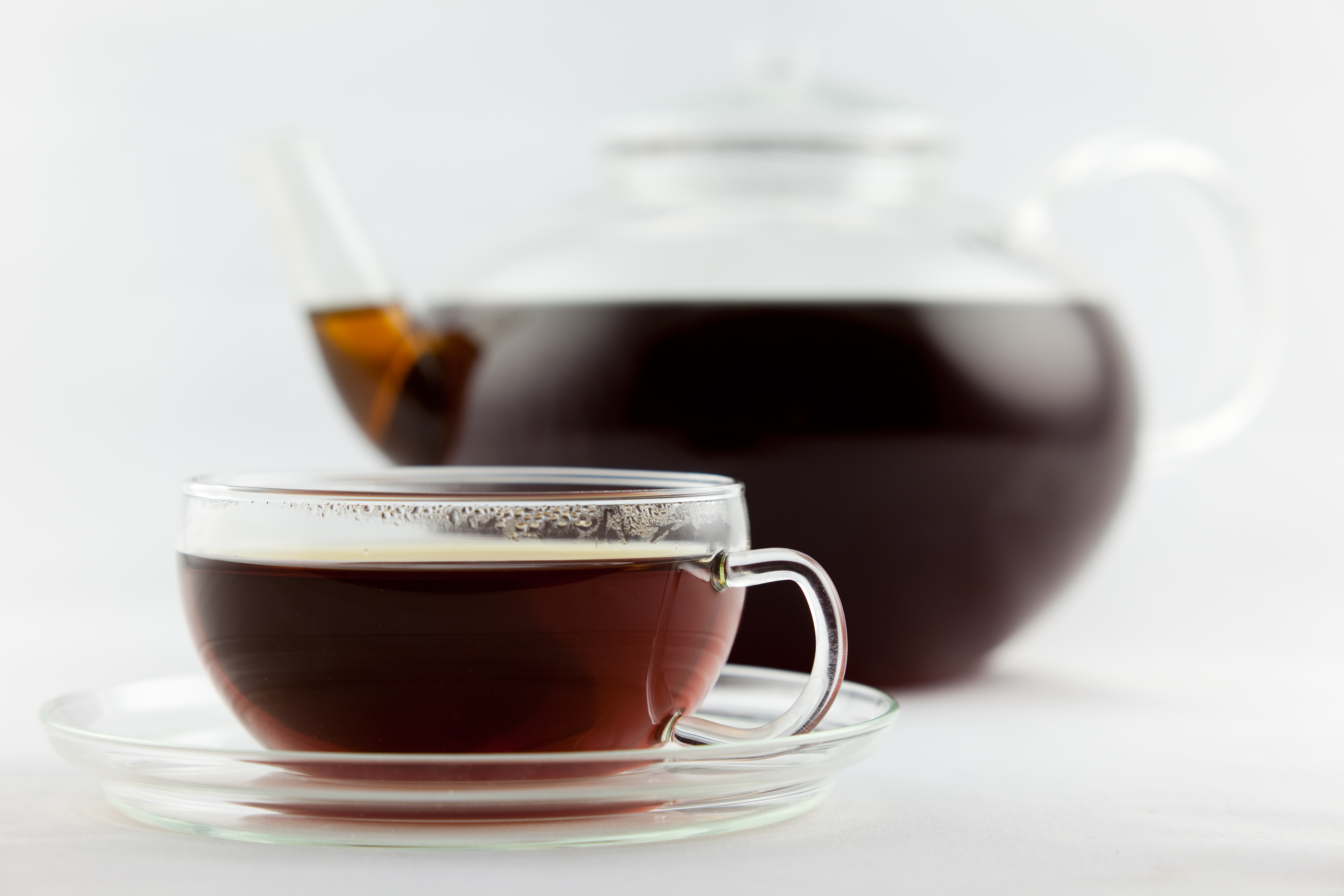

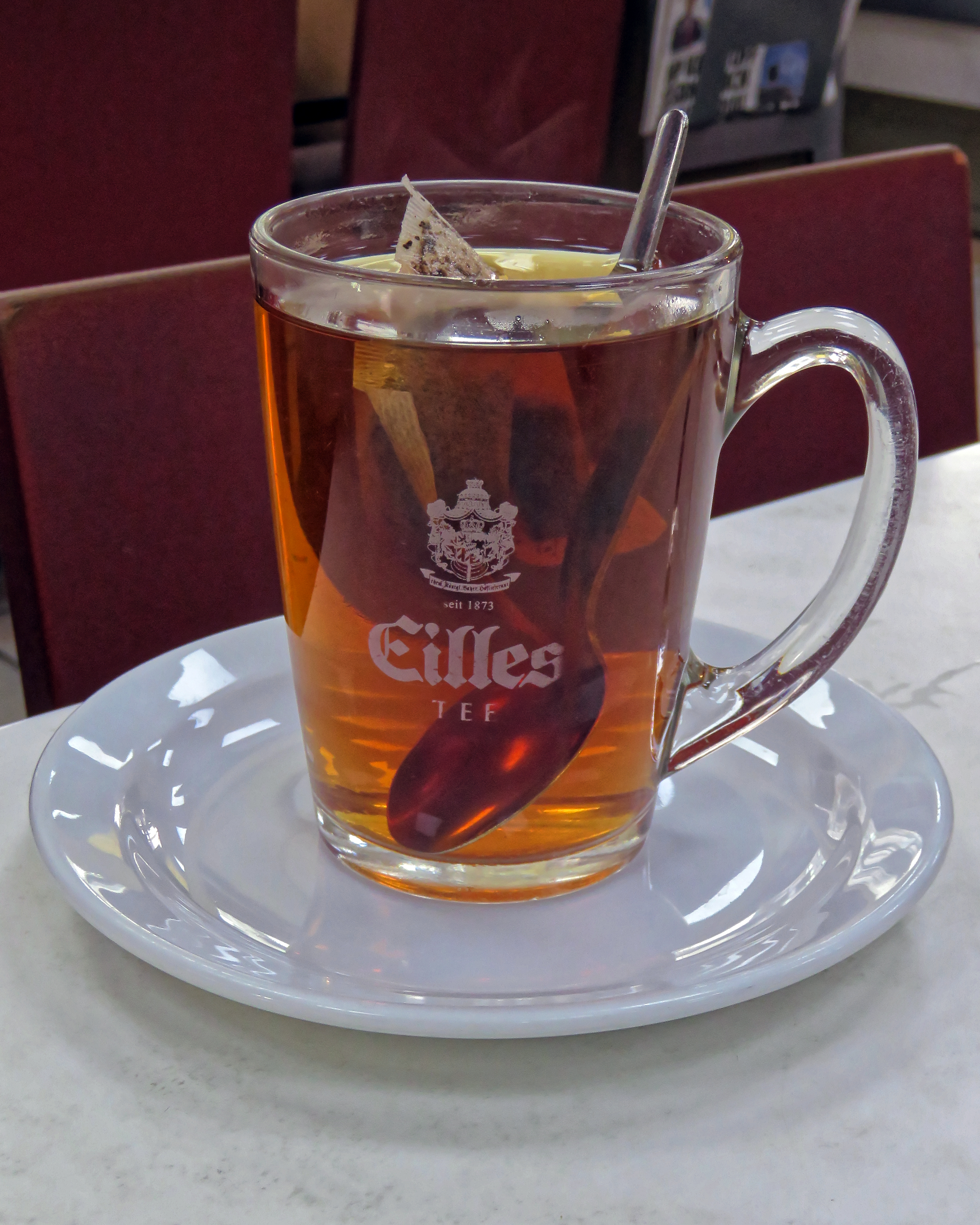

«Эрл Грей» (англ. Earl Grey, дословно — «Граф Грей», иногда встречается искажённый по смыслу перевод «Седой граф») — один из самых распространённых сортов ароматизированного чая. В классическом виде представляет собой чёрный чай с добавлением масла, полученного из кожуры плодов бергамота. В последнее время название также распространилось на зелёный и белый чай, ароматизированные маслом плодов бергамота, что является ошибкой.

## Название
В России данные сорта чая часто именовали «Седой граф» (эта традиция появилась после того, как фамилия «Grey» в названии оригинала была ошибочно принята за слово «grey», которое может переводиться как «серый» или «седой»). Название прижилось, и некоторые фирмы начали выпускать чай, ароматизированный маслом бергамота, под названием «Седой граф».

## История создания
Считается, что этот сорт чая назван в честь графа Чарльза Грея (1764—1845), который являлся премьер-министром Великобритании в 1830—1834 годах. Согласно этой версии, один китайский чиновник выслал Грею образцы этого чая в качестве благодарности за спасение британскими моряками его сына после кораблекрушения. Достоверность этой истории вызывает сомнения. «Эрл Грей» первоначально изготавливался из чёрного чая, выращенного на Цейлоне и в Индии. Кроме того, в Китае бергамот не растёт, поэтому маловероятно, что жители Китая имели возможность ароматизировать им чай. Кроме того, Чарльз Грей известен в Великобритании как инициатор сокращения торговых отношений с Китаем, в том числе и торговли чаем . Впрочем, допускается другой вариант этой версии, по которой секрет чая открыл Грею некий индийский раджа, чьего сына британцы спасли от нападения тигра.
Кроме красивой истории со спасением сына раджи, люди придумали другие версии происхождения данного сорта чая (достаточно часто имя Чарльза Грея в них даже не фигурирует), в том числе и весьма прозаичные. По одной из таковых, в 1838 году некое английское судно, перевозившее партию чая и бергамотового масла из Индии в Великобританию, угодило в шторм. Во время качки бочки с бергамотовым маслом перевернулись (в другом варианте — разбились бутыли), и масло залило тюки с чайным листом. Дороговизна обоих грузов не позволила владельцу корабля выкинуть «испорченный» чай, который попал на прилавки и пришёлся по нраву англичанам. Новый сорт назвали по имени лорда Грея, владевшего индийскими чайными плантациями.
По ещё одной версии, создателем бренда «Earl Grey» был лорд Джордж Стаунтон. Ещё в 1793 году также, как и впоследствии Чарльз Грей, он отправился с дипломатической миссией в Китай. Где он отведал зелёный чай, который был ароматизирован горьким апельсином. После возвращения в Англию, Стаунтон при помощи друга лорда Бэнкса, державшего чайный магазин, попытался воспроизвести понравившийся купаж. Однако, из-за отсутствия горького апельсина, он использовал масло бергамота, а зелёный чай заменил чёрным. Воспроизвести купаж в точности не удалось, но новая смесь тоже получилась удачной. Лорд Бэнкс, будучи знаком с Чарльзом Греем, и зная о пристрастии последнего к ароматизированным чаям, нередко угощал его этим напитком с добавлением бергамота. В итоге, купаж был назван в честь этого политика, находившегося в те годы на пике популярности.

## Настоящее время
Права на введение черного чая с бергамотом в полноценный коммерческий оборот оспаривают две лондонские компании: Twinings и Jacksons of Piccadilly. Вторые утверждают, что получили рецепт лично от лорда Грэя в 1830 году и с тех пор неизменно составляют его из китайских сортов. Компания Twinings возражает, что это к ней, как к поставщику Даунинг-стрит лорд Грей обратился с запросом повторить вкус того чая, который был ему прислан из Китая. Он даже якобы предоставил Twinings образец, который и лёг в основу её версии чая «Эрл Грей». Состав напитка от Twinings довольно замысловат и включает в себя такие составляющие, как «Дарджилинг» и «Лапсанг Сушонг».
В ассортименте «Twinings» также есть чай «Леди Грей», купаж которого был создан в ответ на отзывы потребителей, кто считал «Эрл Грей» слишком грубым. В составе «Леди Грей» отсутствует бергамот, а известный, но более нежный, аромат достигается за счёт добавления к листьям чая апельсиновой (3 %) и лимонной (3 %) цедры, а также натурального цитрусового ароматизатора (2 %).